# Muzeum Krajoznawcze w Nowosybirsku
Muzeum Krajoznawcze w Nowosybirsku, właściwie Nowosybirskie Państwowe Krajoznawcze Muzeum (ros. Новосибирский государственный краеведческий музей) – założone w 1920 roku, mieszczące się w Nowosybirsku muzeum gromadzące m.in. dzieła sztuki, obiekty archeologiczne, historyczne i etnograficzne.

## Historia
Muzeum w Nowonikołajewsku zostało otwarte 3 sierpnia 1920. Początkowo nosiło nazwę Centralnego Muzeum Ludowego. Pierwszym dyrektorem placówki został biolog z wykształcenia, Władimir Anzimirow. U zarania działalności wystawy organizowano w różnych obiektach handlowych i na bazie prezentowanych tam eksponatów władze miasta zdecydowały o powołaniu instytucji muzealnej. W latach dwudziestych XX wieku na jej czele stanął geolog, Maksymilian Krawkow. W tym czasie gromadziło ono pamiątki historyczne z terenów syberyjskich. W latach trzydziestych dochodzi do zmiany polityki, a muzeum dostaje za zadanie rejestrowania, katalogowania, a następnie eksponowania zmian jakie zachodziły na Syberii w ramach sowieckiej polityki gospodarczej i społecznej. Do 1934 roku placówka zgromadziła więcej niż 41 tysięcy obiektów. W 1937 roku otrzymuje ona obecną nazwę, Nowosybirskiego Państwowego Krajoznawczego Muzeum i od tej pory jego jurysdykcja ma koncentrować się na ziemiach nowo utworzonego obwodu nowosybirskiego. Od 1939 roku prezentuje wystawy związane z etnografią i historią naturalną. W 1940 roku w rejonie koczeniewskim odnaleziony zostaje kompletny szkielet mamuta, w którego odkryciu i zabezpieczeniu brali udział pracownicy muzeum. Zostanie on zrekonstruowany i po wojnie zostanie wystawiony w siedzibie muzeum, stając się jednym z jego najcenniejszych eksponatów.
Po ataku Niemiec na ZSRR w 1941 roku Nowosybirskie Muzeum Krajoznawcze zostaje zamknięte, jego obiekty wykorzystywane były w celu wzmocnienia sowieckiego wysiłku wojennego, a pracownicy oddelegowani do innych prac. Placówka została ponownie otwarta w 1947 roku, a pierwsza wystawa poświęcona była wielkiej wojnie ojczyźnianej. W 1949 roku otwarto nowy oddział, znany jako Muzeum Kirowa. W latach pięćdziesiątych i sześćdziesiątych pracownicy muzeum skupiają się na gromadzeniu, katalogowaniu i prezentowaniu eksponatów związanych głównie z etnografią, archeologią i historią tych ziem. Nowe eksponaty pozyskiwane były głównie w wyniku ekspedycji naukowych oraz prac wykopaliskowych prowadzonych na terenie obwodu nowosybirskiego. W 1970 roku muzeum otrzymuje nowy budynek, gdzie prezentowane są odtąd zbiory związane z historią naturalną. Wystawy poświęcone są także ludom autochtonicznym zamieszkującym ziemie syberyjskie, a także Tatarom i Kazachom. Pod koniec lat osiemdziesiątych powstaje kolekcja naczyń porcelanowych i szklanych, a także starych mebli oraz zabytków związanych z prawosławiem. W 1985 roku muzeum otrzymuje zabytkowy budynek, mieszczący się w centralnym punkcie Nowosybirska, przy Placu Lenina. Pierwsza wystawa została tam otwarta 5 listopada 1987 roku i poświęcona ona była Rewolucji Październikowej.

## Zbiory

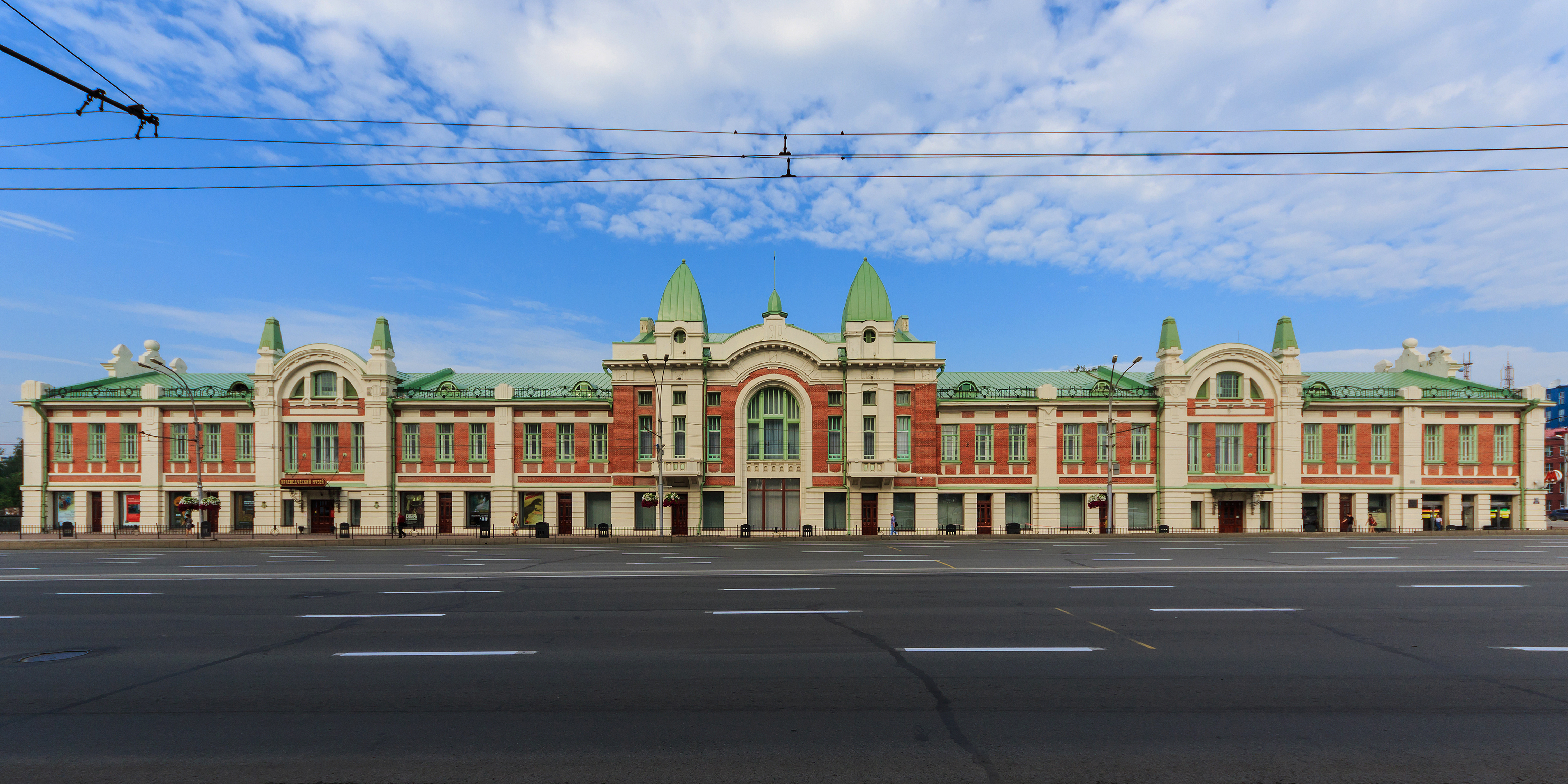
Widok na Nowosybirskie Muzeum Krajoznawcze

Nowosybirskie Muzeum Krajoznawcze podzielone jest na trzy działy tematyczne:
- Dział historii
- Dział przyrody obwodu nowosybirskiego
- Muzeum "Siergiej Kirow na Syberii"[3].

Dział historii prezentuje dzieje Syberii przez wieki, a więc najpierw: archeologię obwodu nowosybirskiego i etnografię ludów syberyjskich. W tych dwóch ekspozycjach podziwiać można biżuterię, obiekty sakralne, narzędzia, broń oraz ubrania ludów zamieszkujących te ziemie od paleolitu do późnego średniowiecza. Przechowywane są tu zabytki związane z czternastoma ludami syberyjskimi: Ałtajczykami, Tatarami Syberyjskimi, Kazachami, Szorami, Tuwińcami, Jakutami, Dołganami, Ewenkami, Chantami, Mansami, Nieńcami, Nganasanami, Ketami i Tofalarami. Kolejne sekcje przedstawiają historię rosyjskiego osadnictwa, najpierw w XVIII wieku, a następnie w XIX wieku. Swe miejsce znalazła też tutaj historia Nowonikołajewska z lat 1893-1917, historia sowieckiej Syberii, a także dzieje rejonu w czasie wielkiej wojny ojczyźnianej.
Dział przyrody obwodu nowosybirskiego gromadzi eksponaty związane z historią naturalną regionu. Wystawy prezentują m.in. historię geologiczną obszaru, minerały i skały, a także miejscową florę i faunę. Największą atrakcją tego działu jest wspomniany szkielet samicy mamuta. Specjalne muzeum imienia Siergieja Kirowa gromadzi pamiątki związane z pobytem tego bolszewickiego działacza partyjnego na Syberii. Dział ten prezentuje także mieszczański styl życia z początków XX wieku, a eksponaty dotyczą głównie życia codziennego. 
Nowosybirskie Państwowe Muzeum Krajoznawcze organizuje też koncerty, warsztaty, pokazy i wykłady, a także wystawy fotograficzne.